# Óčko
Óčko – czeska telewizja muzyczna.
Kanał rozpoczął nadawanie w 2002 roku. Nadaje na satelicie Astra 1E (23,5°E). 
Stacja dostępna jest przez platformy cyfrowe, sieci kablowe i przez Internet. Do 31 lipca 2009 i w DVB-T.